# Pion arriéré
|   | a | b | c | d | e | f | g | h |   |
| 8 | Pion noir sur case blanche d7 · Pion noir sur case blanche f7 · Pion noir sur case noire g7 · Pion noir sur case blanche h7 · Pion noir sur case noire a5 · Pion noir sur case noire e5 · Pion blanc sur case blanche a4 · Pion noir sur case noire b4 · Pion blanc sur case blanche e4 · Pion blanc sur case blanche b3 · Pion blanc sur case blanche c2 · Pion blanc sur case noire f2 · Pion blanc sur case blanche g2 · Pion blanc sur case noire h2 | Pion noir sur case blanche d7 · Pion noir sur case blanche f7 · Pion noir sur case noire g7 · Pion noir sur case blanche h7 · Pion noir sur case noire a5 · Pion noir sur case noire e5 · Pion blanc sur case blanche a4 · Pion noir sur case noire b4 · Pion blanc sur case blanche e4 · Pion blanc sur case blanche b3 · Pion blanc sur case blanche c2 · Pion blanc sur case noire f2 · Pion blanc sur case blanche g2 · Pion blanc sur case noire h2 | Pion noir sur case blanche d7 · Pion noir sur case blanche f7 · Pion noir sur case noire g7 · Pion noir sur case blanche h7 · Pion noir sur case noire a5 · Pion noir sur case noire e5 · Pion blanc sur case blanche a4 · Pion noir sur case noire b4 · Pion blanc sur case blanche e4 · Pion blanc sur case blanche b3 · Pion blanc sur case blanche c2 · Pion blanc sur case noire f2 · Pion blanc sur case blanche g2 · Pion blanc sur case noire h2 | Pion noir sur case blanche d7 · Pion noir sur case blanche f7 · Pion noir sur case noire g7 · Pion noir sur case blanche h7 · Pion noir sur case noire a5 · Pion noir sur case noire e5 · Pion blanc sur case blanche a4 · Pion noir sur case noire b4 · Pion blanc sur case blanche e4 · Pion blanc sur case blanche b3 · Pion blanc sur case blanche c2 · Pion blanc sur case noire f2 · Pion blanc sur case blanche g2 · Pion blanc sur case noire h2 | Pion noir sur case blanche d7 · Pion noir sur case blanche f7 · Pion noir sur case noire g7 · Pion noir sur case blanche h7 · Pion noir sur case noire a5 · Pion noir sur case noire e5 · Pion blanc sur case blanche a4 · Pion noir sur case noire b4 · Pion blanc sur case blanche e4 · Pion blanc sur case blanche b3 · Pion blanc sur case blanche c2 · Pion blanc sur case noire f2 · Pion blanc sur case blanche g2 · Pion blanc sur case noire h2 | Pion noir sur case blanche d7 · Pion noir sur case blanche f7 · Pion noir sur case noire g7 · Pion noir sur case blanche h7 · Pion noir sur case noire a5 · Pion noir sur case noire e5 · Pion blanc sur case blanche a4 · Pion noir sur case noire b4 · Pion blanc sur case blanche e4 · Pion blanc sur case blanche b3 · Pion blanc sur case blanche c2 · Pion blanc sur case noire f2 · Pion blanc sur case blanche g2 · Pion blanc sur case noire h2 | Pion noir sur case blanche d7 · Pion noir sur case blanche f7 · Pion noir sur case noire g7 · Pion noir sur case blanche h7 · Pion noir sur case noire a5 · Pion noir sur case noire e5 · Pion blanc sur case blanche a4 · Pion noir sur case noire b4 · Pion blanc sur case blanche e4 · Pion blanc sur case blanche b3 · Pion blanc sur case blanche c2 · Pion blanc sur case noire f2 · Pion blanc sur case blanche g2 · Pion blanc sur case noire h2 | Pion noir sur case blanche d7 · Pion noir sur case blanche f7 · Pion noir sur case noire g7 · Pion noir sur case blanche h7 · Pion noir sur case noire a5 · Pion noir sur case noire e5 · Pion blanc sur case blanche a4 · Pion noir sur case noire b4 · Pion blanc sur case blanche e4 · Pion blanc sur case blanche b3 · Pion blanc sur case blanche c2 · Pion blanc sur case noire f2 · Pion blanc sur case blanche g2 · Pion blanc sur case noire h2 | 8 |
| 7 | Pion noir sur case blanche d7 · Pion noir sur case blanche f7 · Pion noir sur case noire g7 · Pion noir sur case blanche h7 · Pion noir sur case noire a5 · Pion noir sur case noire e5 · Pion blanc sur case blanche a4 · Pion noir sur case noire b4 · Pion blanc sur case blanche e4 · Pion blanc sur case blanche b3 · Pion blanc sur case blanche c2 · Pion blanc sur case noire f2 · Pion blanc sur case blanche g2 · Pion blanc sur case noire h2 | Pion noir sur case blanche d7 · Pion noir sur case blanche f7 · Pion noir sur case noire g7 · Pion noir sur case blanche h7 · Pion noir sur case noire a5 · Pion noir sur case noire e5 · Pion blanc sur case blanche a4 · Pion noir sur case noire b4 · Pion blanc sur case blanche e4 · Pion blanc sur case blanche b3 · Pion blanc sur case blanche c2 · Pion blanc sur case noire f2 · Pion blanc sur case blanche g2 · Pion blanc sur case noire h2 | Pion noir sur case blanche d7 · Pion noir sur case blanche f7 · Pion noir sur case noire g7 · Pion noir sur case blanche h7 · Pion noir sur case noire a5 · Pion noir sur case noire e5 · Pion blanc sur case blanche a4 · Pion noir sur case noire b4 · Pion blanc sur case blanche e4 · Pion blanc sur case blanche b3 · Pion blanc sur case blanche c2 · Pion blanc sur case noire f2 · Pion blanc sur case blanche g2 · Pion blanc sur case noire h2 | Pion noir sur case blanche d7 · Pion noir sur case blanche f7 · Pion noir sur case noire g7 · Pion noir sur case blanche h7 · Pion noir sur case noire a5 · Pion noir sur case noire e5 · Pion blanc sur case blanche a4 · Pion noir sur case noire b4 · Pion blanc sur case blanche e4 · Pion blanc sur case blanche b3 · Pion blanc sur case blanche c2 · Pion blanc sur case noire f2 · Pion blanc sur case blanche g2 · Pion blanc sur case noire h2 | Pion noir sur case blanche d7 · Pion noir sur case blanche f7 · Pion noir sur case noire g7 · Pion noir sur case blanche h7 · Pion noir sur case noire a5 · Pion noir sur case noire e5 · Pion blanc sur case blanche a4 · Pion noir sur case noire b4 · Pion blanc sur case blanche e4 · Pion blanc sur case blanche b3 · Pion blanc sur case blanche c2 · Pion blanc sur case noire f2 · Pion blanc sur case blanche g2 · Pion blanc sur case noire h2 | Pion noir sur case blanche d7 · Pion noir sur case blanche f7 · Pion noir sur case noire g7 · Pion noir sur case blanche h7 · Pion noir sur case noire a5 · Pion noir sur case noire e5 · Pion blanc sur case blanche a4 · Pion noir sur case noire b4 · Pion blanc sur case blanche e4 · Pion blanc sur case blanche b3 · Pion blanc sur case blanche c2 · Pion blanc sur case noire f2 · Pion blanc sur case blanche g2 · Pion blanc sur case noire h2 | Pion noir sur case blanche d7 · Pion noir sur case blanche f7 · Pion noir sur case noire g7 · Pion noir sur case blanche h7 · Pion noir sur case noire a5 · Pion noir sur case noire e5 · Pion blanc sur case blanche a4 · Pion noir sur case noire b4 · Pion blanc sur case blanche e4 · Pion blanc sur case blanche b3 · Pion blanc sur case blanche c2 · Pion blanc sur case noire f2 · Pion blanc sur case blanche g2 · Pion blanc sur case noire h2 | Pion noir sur case blanche d7 · Pion noir sur case blanche f7 · Pion noir sur case noire g7 · Pion noir sur case blanche h7 · Pion noir sur case noire a5 · Pion noir sur case noire e5 · Pion blanc sur case blanche a4 · Pion noir sur case noire b4 · Pion blanc sur case blanche e4 · Pion blanc sur case blanche b3 · Pion blanc sur case blanche c2 · Pion blanc sur case noire f2 · Pion blanc sur case blanche g2 · Pion blanc sur case noire h2 | 7 |
| 6 | Pion noir sur case blanche d7 · Pion noir sur case blanche f7 · Pion noir sur case noire g7 · Pion noir sur case blanche h7 · Pion noir sur case noire a5 · Pion noir sur case noire e5 · Pion blanc sur case blanche a4 · Pion noir sur case noire b4 · Pion blanc sur case blanche e4 · Pion blanc sur case blanche b3 · Pion blanc sur case blanche c2 · Pion blanc sur case noire f2 · Pion blanc sur case blanche g2 · Pion blanc sur case noire h2 | Pion noir sur case blanche d7 · Pion noir sur case blanche f7 · Pion noir sur case noire g7 · Pion noir sur case blanche h7 · Pion noir sur case noire a5 · Pion noir sur case noire e5 · Pion blanc sur case blanche a4 · Pion noir sur case noire b4 · Pion blanc sur case blanche e4 · Pion blanc sur case blanche b3 · Pion blanc sur case blanche c2 · Pion blanc sur case noire f2 · Pion blanc sur case blanche g2 · Pion blanc sur case noire h2 | Pion noir sur case blanche d7 · Pion noir sur case blanche f7 · Pion noir sur case noire g7 · Pion noir sur case blanche h7 · Pion noir sur case noire a5 · Pion noir sur case noire e5 · Pion blanc sur case blanche a4 · Pion noir sur case noire b4 · Pion blanc sur case blanche e4 · Pion blanc sur case blanche b3 · Pion blanc sur case blanche c2 · Pion blanc sur case noire f2 · Pion blanc sur case blanche g2 · Pion blanc sur case noire h2 | Pion noir sur case blanche d7 · Pion noir sur case blanche f7 · Pion noir sur case noire g7 · Pion noir sur case blanche h7 · Pion noir sur case noire a5 · Pion noir sur case noire e5 · Pion blanc sur case blanche a4 · Pion noir sur case noire b4 · Pion blanc sur case blanche e4 · Pion blanc sur case blanche b3 · Pion blanc sur case blanche c2 · Pion blanc sur case noire f2 · Pion blanc sur case blanche g2 · Pion blanc sur case noire h2 | Pion noir sur case blanche d7 · Pion noir sur case blanche f7 · Pion noir sur case noire g7 · Pion noir sur case blanche h7 · Pion noir sur case noire a5 · Pion noir sur case noire e5 · Pion blanc sur case blanche a4 · Pion noir sur case noire b4 · Pion blanc sur case blanche e4 · Pion blanc sur case blanche b3 · Pion blanc sur case blanche c2 · Pion blanc sur case noire f2 · Pion blanc sur case blanche g2 · Pion blanc sur case noire h2 | Pion noir sur case blanche d7 · Pion noir sur case blanche f7 · Pion noir sur case noire g7 · Pion noir sur case blanche h7 · Pion noir sur case noire a5 · Pion noir sur case noire e5 · Pion blanc sur case blanche a4 · Pion noir sur case noire b4 · Pion blanc sur case blanche e4 · Pion blanc sur case blanche b3 · Pion blanc sur case blanche c2 · Pion blanc sur case noire f2 · Pion blanc sur case blanche g2 · Pion blanc sur case noire h2 | Pion noir sur case blanche d7 · Pion noir sur case blanche f7 · Pion noir sur case noire g7 · Pion noir sur case blanche h7 · Pion noir sur case noire a5 · Pion noir sur case noire e5 · Pion blanc sur case blanche a4 · Pion noir sur case noire b4 · Pion blanc sur case blanche e4 · Pion blanc sur case blanche b3 · Pion blanc sur case blanche c2 · Pion blanc sur case noire f2 · Pion blanc sur case blanche g2 · Pion blanc sur case noire h2 | Pion noir sur case blanche d7 · Pion noir sur case blanche f7 · Pion noir sur case noire g7 · Pion noir sur case blanche h7 · Pion noir sur case noire a5 · Pion noir sur case noire e5 · Pion blanc sur case blanche a4 · Pion noir sur case noire b4 · Pion blanc sur case blanche e4 · Pion blanc sur case blanche b3 · Pion blanc sur case blanche c2 · Pion blanc sur case noire f2 · Pion blanc sur case blanche g2 · Pion blanc sur case noire h2 | 6 |
| 5 | Pion noir sur case blanche d7 · Pion noir sur case blanche f7 · Pion noir sur case noire g7 · Pion noir sur case blanche h7 · Pion noir sur case noire a5 · Pion noir sur case noire e5 · Pion blanc sur case blanche a4 · Pion noir sur case noire b4 · Pion blanc sur case blanche e4 · Pion blanc sur case blanche b3 · Pion blanc sur case blanche c2 · Pion blanc sur case noire f2 · Pion blanc sur case blanche g2 · Pion blanc sur case noire h2 | Pion noir sur case blanche d7 · Pion noir sur case blanche f7 · Pion noir sur case noire g7 · Pion noir sur case blanche h7 · Pion noir sur case noire a5 · Pion noir sur case noire e5 · Pion blanc sur case blanche a4 · Pion noir sur case noire b4 · Pion blanc sur case blanche e4 · Pion blanc sur case blanche b3 · Pion blanc sur case blanche c2 · Pion blanc sur case noire f2 · Pion blanc sur case blanche g2 · Pion blanc sur case noire h2 | Pion noir sur case blanche d7 · Pion noir sur case blanche f7 · Pion noir sur case noire g7 · Pion noir sur case blanche h7 · Pion noir sur case noire a5 · Pion noir sur case noire e5 · Pion blanc sur case blanche a4 · Pion noir sur case noire b4 · Pion blanc sur case blanche e4 · Pion blanc sur case blanche b3 · Pion blanc sur case blanche c2 · Pion blanc sur case noire f2 · Pion blanc sur case blanche g2 · Pion blanc sur case noire h2 | Pion noir sur case blanche d7 · Pion noir sur case blanche f7 · Pion noir sur case noire g7 · Pion noir sur case blanche h7 · Pion noir sur case noire a5 · Pion noir sur case noire e5 · Pion blanc sur case blanche a4 · Pion noir sur case noire b4 · Pion blanc sur case blanche e4 · Pion blanc sur case blanche b3 · Pion blanc sur case blanche c2 · Pion blanc sur case noire f2 · Pion blanc sur case blanche g2 · Pion blanc sur case noire h2 | Pion noir sur case blanche d7 · Pion noir sur case blanche f7 · Pion noir sur case noire g7 · Pion noir sur case blanche h7 · Pion noir sur case noire a5 · Pion noir sur case noire e5 · Pion blanc sur case blanche a4 · Pion noir sur case noire b4 · Pion blanc sur case blanche e4 · Pion blanc sur case blanche b3 · Pion blanc sur case blanche c2 · Pion blanc sur case noire f2 · Pion blanc sur case blanche g2 · Pion blanc sur case noire h2 | Pion noir sur case blanche d7 · Pion noir sur case blanche f7 · Pion noir sur case noire g7 · Pion noir sur case blanche h7 · Pion noir sur case noire a5 · Pion noir sur case noire e5 · Pion blanc sur case blanche a4 · Pion noir sur case noire b4 · Pion blanc sur case blanche e4 · Pion blanc sur case blanche b3 · Pion blanc sur case blanche c2 · Pion blanc sur case noire f2 · Pion blanc sur case blanche g2 · Pion blanc sur case noire h2 | Pion noir sur case blanche d7 · Pion noir sur case blanche f7 · Pion noir sur case noire g7 · Pion noir sur case blanche h7 · Pion noir sur case noire a5 · Pion noir sur case noire e5 · Pion blanc sur case blanche a4 · Pion noir sur case noire b4 · Pion blanc sur case blanche e4 · Pion blanc sur case blanche b3 · Pion blanc sur case blanche c2 · Pion blanc sur case noire f2 · Pion blanc sur case blanche g2 · Pion blanc sur case noire h2 | Pion noir sur case blanche d7 · Pion noir sur case blanche f7 · Pion noir sur case noire g7 · Pion noir sur case blanche h7 · Pion noir sur case noire a5 · Pion noir sur case noire e5 · Pion blanc sur case blanche a4 · Pion noir sur case noire b4 · Pion blanc sur case blanche e4 · Pion blanc sur case blanche b3 · Pion blanc sur case blanche c2 · Pion blanc sur case noire f2 · Pion blanc sur case blanche g2 · Pion blanc sur case noire h2 | 5 |
| 4 | Pion noir sur case blanche d7 · Pion noir sur case blanche f7 · Pion noir sur case noire g7 · Pion noir sur case blanche h7 · Pion noir sur case noire a5 · Pion noir sur case noire e5 · Pion blanc sur case blanche a4 · Pion noir sur case noire b4 · Pion blanc sur case blanche e4 · Pion blanc sur case blanche b3 · Pion blanc sur case blanche c2 · Pion blanc sur case noire f2 · Pion blanc sur case blanche g2 · Pion blanc sur case noire h2 | Pion noir sur case blanche d7 · Pion noir sur case blanche f7 · Pion noir sur case noire g7 · Pion noir sur case blanche h7 · Pion noir sur case noire a5 · Pion noir sur case noire e5 · Pion blanc sur case blanche a4 · Pion noir sur case noire b4 · Pion blanc sur case blanche e4 · Pion blanc sur case blanche b3 · Pion blanc sur case blanche c2 · Pion blanc sur case noire f2 · Pion blanc sur case blanche g2 · Pion blanc sur case noire h2 | Pion noir sur case blanche d7 · Pion noir sur case blanche f7 · Pion noir sur case noire g7 · Pion noir sur case blanche h7 · Pion noir sur case noire a5 · Pion noir sur case noire e5 · Pion blanc sur case blanche a4 · Pion noir sur case noire b4 · Pion blanc sur case blanche e4 · Pion blanc sur case blanche b3 · Pion blanc sur case blanche c2 · Pion blanc sur case noire f2 · Pion blanc sur case blanche g2 · Pion blanc sur case noire h2 | Pion noir sur case blanche d7 · Pion noir sur case blanche f7 · Pion noir sur case noire g7 · Pion noir sur case blanche h7 · Pion noir sur case noire a5 · Pion noir sur case noire e5 · Pion blanc sur case blanche a4 · Pion noir sur case noire b4 · Pion blanc sur case blanche e4 · Pion blanc sur case blanche b3 · Pion blanc sur case blanche c2 · Pion blanc sur case noire f2 · Pion blanc sur case blanche g2 · Pion blanc sur case noire h2 | Pion noir sur case blanche d7 · Pion noir sur case blanche f7 · Pion noir sur case noire g7 · Pion noir sur case blanche h7 · Pion noir sur case noire a5 · Pion noir sur case noire e5 · Pion blanc sur case blanche a4 · Pion noir sur case noire b4 · Pion blanc sur case blanche e4 · Pion blanc sur case blanche b3 · Pion blanc sur case blanche c2 · Pion blanc sur case noire f2 · Pion blanc sur case blanche g2 · Pion blanc sur case noire h2 | Pion noir sur case blanche d7 · Pion noir sur case blanche f7 · Pion noir sur case noire g7 · Pion noir sur case blanche h7 · Pion noir sur case noire a5 · Pion noir sur case noire e5 · Pion blanc sur case blanche a4 · Pion noir sur case noire b4 · Pion blanc sur case blanche e4 · Pion blanc sur case blanche b3 · Pion blanc sur case blanche c2 · Pion blanc sur case noire f2 · Pion blanc sur case blanche g2 · Pion blanc sur case noire h2 | Pion noir sur case blanche d7 · Pion noir sur case blanche f7 · Pion noir sur case noire g7 · Pion noir sur case blanche h7 · Pion noir sur case noire a5 · Pion noir sur case noire e5 · Pion blanc sur case blanche a4 · Pion noir sur case noire b4 · Pion blanc sur case blanche e4 · Pion blanc sur case blanche b3 · Pion blanc sur case blanche c2 · Pion blanc sur case noire f2 · Pion blanc sur case blanche g2 · Pion blanc sur case noire h2 | Pion noir sur case blanche d7 · Pion noir sur case blanche f7 · Pion noir sur case noire g7 · Pion noir sur case blanche h7 · Pion noir sur case noire a5 · Pion noir sur case noire e5 · Pion blanc sur case blanche a4 · Pion noir sur case noire b4 · Pion blanc sur case blanche e4 · Pion blanc sur case blanche b3 · Pion blanc sur case blanche c2 · Pion blanc sur case noire f2 · Pion blanc sur case blanche g2 · Pion blanc sur case noire h2 | 4 |
| 3 | Pion noir sur case blanche d7 · Pion noir sur case blanche f7 · Pion noir sur case noire g7 · Pion noir sur case blanche h7 · Pion noir sur case noire a5 · Pion noir sur case noire e5 · Pion blanc sur case blanche a4 · Pion noir sur case noire b4 · Pion blanc sur case blanche e4 · Pion blanc sur case blanche b3 · Pion blanc sur case blanche c2 · Pion blanc sur case noire f2 · Pion blanc sur case blanche g2 · Pion blanc sur case noire h2 | Pion noir sur case blanche d7 · Pion noir sur case blanche f7 · Pion noir sur case noire g7 · Pion noir sur case blanche h7 · Pion noir sur case noire a5 · Pion noir sur case noire e5 · Pion blanc sur case blanche a4 · Pion noir sur case noire b4 · Pion blanc sur case blanche e4 · Pion blanc sur case blanche b3 · Pion blanc sur case blanche c2 · Pion blanc sur case noire f2 · Pion blanc sur case blanche g2 · Pion blanc sur case noire h2 | Pion noir sur case blanche d7 · Pion noir sur case blanche f7 · Pion noir sur case noire g7 · Pion noir sur case blanche h7 · Pion noir sur case noire a5 · Pion noir sur case noire e5 · Pion blanc sur case blanche a4 · Pion noir sur case noire b4 · Pion blanc sur case blanche e4 · Pion blanc sur case blanche b3 · Pion blanc sur case blanche c2 · Pion blanc sur case noire f2 · Pion blanc sur case blanche g2 · Pion blanc sur case noire h2 | Pion noir sur case blanche d7 · Pion noir sur case blanche f7 · Pion noir sur case noire g7 · Pion noir sur case blanche h7 · Pion noir sur case noire a5 · Pion noir sur case noire e5 · Pion blanc sur case blanche a4 · Pion noir sur case noire b4 · Pion blanc sur case blanche e4 · Pion blanc sur case blanche b3 · Pion blanc sur case blanche c2 · Pion blanc sur case noire f2 · Pion blanc sur case blanche g2 · Pion blanc sur case noire h2 | Pion noir sur case blanche d7 · Pion noir sur case blanche f7 · Pion noir sur case noire g7 · Pion noir sur case blanche h7 · Pion noir sur case noire a5 · Pion noir sur case noire e5 · Pion blanc sur case blanche a4 · Pion noir sur case noire b4 · Pion blanc sur case blanche e4 · Pion blanc sur case blanche b3 · Pion blanc sur case blanche c2 · Pion blanc sur case noire f2 · Pion blanc sur case blanche g2 · Pion blanc sur case noire h2 | Pion noir sur case blanche d7 · Pion noir sur case blanche f7 · Pion noir sur case noire g7 · Pion noir sur case blanche h7 · Pion noir sur case noire a5 · Pion noir sur case noire e5 · Pion blanc sur case blanche a4 · Pion noir sur case noire b4 · Pion blanc sur case blanche e4 · Pion blanc sur case blanche b3 · Pion blanc sur case blanche c2 · Pion blanc sur case noire f2 · Pion blanc sur case blanche g2 · Pion blanc sur case noire h2 | Pion noir sur case blanche d7 · Pion noir sur case blanche f7 · Pion noir sur case noire g7 · Pion noir sur case blanche h7 · Pion noir sur case noire a5 · Pion noir sur case noire e5 · Pion blanc sur case blanche a4 · Pion noir sur case noire b4 · Pion blanc sur case blanche e4 · Pion blanc sur case blanche b3 · Pion blanc sur case blanche c2 · Pion blanc sur case noire f2 · Pion blanc sur case blanche g2 · Pion blanc sur case noire h2 | Pion noir sur case blanche d7 · Pion noir sur case blanche f7 · Pion noir sur case noire g7 · Pion noir sur case blanche h7 · Pion noir sur case noire a5 · Pion noir sur case noire e5 · Pion blanc sur case blanche a4 · Pion noir sur case noire b4 · Pion blanc sur case blanche e4 · Pion blanc sur case blanche b3 · Pion blanc sur case blanche c2 · Pion blanc sur case noire f2 · Pion blanc sur case blanche g2 · Pion blanc sur case noire h2 | 3 |
| 2 | Pion noir sur case blanche d7 · Pion noir sur case blanche f7 · Pion noir sur case noire g7 · Pion noir sur case blanche h7 · Pion noir sur case noire a5 · Pion noir sur case noire e5 · Pion blanc sur case blanche a4 · Pion noir sur case noire b4 · Pion blanc sur case blanche e4 · Pion blanc sur case blanche b3 · Pion blanc sur case blanche c2 · Pion blanc sur case noire f2 · Pion blanc sur case blanche g2 · Pion blanc sur case noire h2 | Pion noir sur case blanche d7 · Pion noir sur case blanche f7 · Pion noir sur case noire g7 · Pion noir sur case blanche h7 · Pion noir sur case noire a5 · Pion noir sur case noire e5 · Pion blanc sur case blanche a4 · Pion noir sur case noire b4 · Pion blanc sur case blanche e4 · Pion blanc sur case blanche b3 · Pion blanc sur case blanche c2 · Pion blanc sur case noire f2 · Pion blanc sur case blanche g2 · Pion blanc sur case noire h2 | Pion noir sur case blanche d7 · Pion noir sur case blanche f7 · Pion noir sur case noire g7 · Pion noir sur case blanche h7 · Pion noir sur case noire a5 · Pion noir sur case noire e5 · Pion blanc sur case blanche a4 · Pion noir sur case noire b4 · Pion blanc sur case blanche e4 · Pion blanc sur case blanche b3 · Pion blanc sur case blanche c2 · Pion blanc sur case noire f2 · Pion blanc sur case blanche g2 · Pion blanc sur case noire h2 | Pion noir sur case blanche d7 · Pion noir sur case blanche f7 · Pion noir sur case noire g7 · Pion noir sur case blanche h7 · Pion noir sur case noire a5 · Pion noir sur case noire e5 · Pion blanc sur case blanche a4 · Pion noir sur case noire b4 · Pion blanc sur case blanche e4 · Pion blanc sur case blanche b3 · Pion blanc sur case blanche c2 · Pion blanc sur case noire f2 · Pion blanc sur case blanche g2 · Pion blanc sur case noire h2 | Pion noir sur case blanche d7 · Pion noir sur case blanche f7 · Pion noir sur case noire g7 · Pion noir sur case blanche h7 · Pion noir sur case noire a5 · Pion noir sur case noire e5 · Pion blanc sur case blanche a4 · Pion noir sur case noire b4 · Pion blanc sur case blanche e4 · Pion blanc sur case blanche b3 · Pion blanc sur case blanche c2 · Pion blanc sur case noire f2 · Pion blanc sur case blanche g2 · Pion blanc sur case noire h2 | Pion noir sur case blanche d7 · Pion noir sur case blanche f7 · Pion noir sur case noire g7 · Pion noir sur case blanche h7 · Pion noir sur case noire a5 · Pion noir sur case noire e5 · Pion blanc sur case blanche a4 · Pion noir sur case noire b4 · Pion blanc sur case blanche e4 · Pion blanc sur case blanche b3 · Pion blanc sur case blanche c2 · Pion blanc sur case noire f2 · Pion blanc sur case blanche g2 · Pion blanc sur case noire h2 | Pion noir sur case blanche d7 · Pion noir sur case blanche f7 · Pion noir sur case noire g7 · Pion noir sur case blanche h7 · Pion noir sur case noire a5 · Pion noir sur case noire e5 · Pion blanc sur case blanche a4 · Pion noir sur case noire b4 · Pion blanc sur case blanche e4 · Pion blanc sur case blanche b3 · Pion blanc sur case blanche c2 · Pion blanc sur case noire f2 · Pion blanc sur case blanche g2 · Pion blanc sur case noire h2 | Pion noir sur case blanche d7 · Pion noir sur case blanche f7 · Pion noir sur case noire g7 · Pion noir sur case blanche h7 · Pion noir sur case noire a5 · Pion noir sur case noire e5 · Pion blanc sur case blanche a4 · Pion noir sur case noire b4 · Pion blanc sur case blanche e4 · Pion blanc sur case blanche b3 · Pion blanc sur case blanche c2 · Pion blanc sur case noire f2 · Pion blanc sur case blanche g2 · Pion blanc sur case noire h2 | 2 |
| 1 | Pion noir sur case blanche d7 · Pion noir sur case blanche f7 · Pion noir sur case noire g7 · Pion noir sur case blanche h7 · Pion noir sur case noire a5 · Pion noir sur case noire e5 · Pion blanc sur case blanche a4 · Pion noir sur case noire b4 · Pion blanc sur case blanche e4 · Pion blanc sur case blanche b3 · Pion blanc sur case blanche c2 · Pion blanc sur case noire f2 · Pion blanc sur case blanche g2 · Pion blanc sur case noire h2 | Pion noir sur case blanche d7 · Pion noir sur case blanche f7 · Pion noir sur case noire g7 · Pion noir sur case blanche h7 · Pion noir sur case noire a5 · Pion noir sur case noire e5 · Pion blanc sur case blanche a4 · Pion noir sur case noire b4 · Pion blanc sur case blanche e4 · Pion blanc sur case blanche b3 · Pion blanc sur case blanche c2 · Pion blanc sur case noire f2 · Pion blanc sur case blanche g2 · Pion blanc sur case noire h2 | Pion noir sur case blanche d7 · Pion noir sur case blanche f7 · Pion noir sur case noire g7 · Pion noir sur case blanche h7 · Pion noir sur case noire a5 · Pion noir sur case noire e5 · Pion blanc sur case blanche a4 · Pion noir sur case noire b4 · Pion blanc sur case blanche e4 · Pion blanc sur case blanche b3 · Pion blanc sur case blanche c2 · Pion blanc sur case noire f2 · Pion blanc sur case blanche g2 · Pion blanc sur case noire h2 | Pion noir sur case blanche d7 · Pion noir sur case blanche f7 · Pion noir sur case noire g7 · Pion noir sur case blanche h7 · Pion noir sur case noire a5 · Pion noir sur case noire e5 · Pion blanc sur case blanche a4 · Pion noir sur case noire b4 · Pion blanc sur case blanche e4 · Pion blanc sur case blanche b3 · Pion blanc sur case blanche c2 · Pion blanc sur case noire f2 · Pion blanc sur case blanche g2 · Pion blanc sur case noire h2 | Pion noir sur case blanche d7 · Pion noir sur case blanche f7 · Pion noir sur case noire g7 · Pion noir sur case blanche h7 · Pion noir sur case noire a5 · Pion noir sur case noire e5 · Pion blanc sur case blanche a4 · Pion noir sur case noire b4 · Pion blanc sur case blanche e4 · Pion blanc sur case blanche b3 · Pion blanc sur case blanche c2 · Pion blanc sur case noire f2 · Pion blanc sur case blanche g2 · Pion blanc sur case noire h2 | Pion noir sur case blanche d7 · Pion noir sur case blanche f7 · Pion noir sur case noire g7 · Pion noir sur case blanche h7 · Pion noir sur case noire a5 · Pion noir sur case noire e5 · Pion blanc sur case blanche a4 · Pion noir sur case noire b4 · Pion blanc sur case blanche e4 · Pion blanc sur case blanche b3 · Pion blanc sur case blanche c2 · Pion blanc sur case noire f2 · Pion blanc sur case blanche g2 · Pion blanc sur case noire h2 | Pion noir sur case blanche d7 · Pion noir sur case blanche f7 · Pion noir sur case noire g7 · Pion noir sur case blanche h7 · Pion noir sur case noire a5 · Pion noir sur case noire e5 · Pion blanc sur case blanche a4 · Pion noir sur case noire b4 · Pion blanc sur case blanche e4 · Pion blanc sur case blanche b3 · Pion blanc sur case blanche c2 · Pion blanc sur case noire f2 · Pion blanc sur case blanche g2 · Pion blanc sur case noire h2 | Pion noir sur case blanche d7 · Pion noir sur case blanche f7 · Pion noir sur case noire g7 · Pion noir sur case blanche h7 · Pion noir sur case noire a5 · Pion noir sur case noire e5 · Pion blanc sur case blanche a4 · Pion noir sur case noire b4 · Pion blanc sur case blanche e4 · Pion blanc sur case blanche b3 · Pion blanc sur case blanche c2 · Pion blanc sur case noire f2 · Pion blanc sur case blanche g2 · Pion blanc sur case noire h2 | 1 |
|   | a | b | c | d | e | f | g | h |   |

Aux échecs, un pion arriéré est un pion qui est moins avancé que ceux des colonnes adjacentes et ne peut plus bénéficier de leur protection.
Le plus souvent, on considère un pion arriéré comme une faiblesse car, d'une part, ce pion ne peut plus être défendu par un autre pion et est donc une cible pour l'adversaire et, d'autre part, la case située devant lui ne pouvant être contrôlée par un pion, elle est un avant-poste idéal pour une pièce adverse.
Aaron Nimzowitsch, dans son livre Mon Système a illustré cette faiblesse et expliqué les méthodes à utiliser pour l'exploiter.
Les échecs modernes tendent à relativiser l'importance de la faiblesse. Nombre d'ouvertures récentes concèdent cette faiblesse statique pour augmenter le dynamisme des pièces. L'archétype de ces ouvertures est la variante Svechnikov.